# Провулок Менделєєва (Київ)
Провулок Менделєєва — зниклий провулок, що існував у Печерському районі міста Києва, місцевість Чорна гора. Пролягав від вулиці Менделєєва до тупика.

## Історія
Провулок виник у середині XX століття під назвою Нова вулиця. Назву провулок Менделєєва набув 1955 року. Ліквідований 1971 року в зв'язку із переплануванням.